# Gwen (nome)
Gwen  è un nome proprio di persona gallese e inglese femminile.

## Varianti
- Alterati: Gwennie[2], Gwenni[2]
- Maschili: Gwyn[1][2]

### Varianti in altre lingue
- Cornico: Gwenna[2]
  - Cornico antico: Wenna[2], Wena[2], Wenn[2]

## Origine e diffusione
Si tratta della forma femminile del nome gallese Gwyn, derivante da gwyn (al femminile appunto gwen), che vuol dire "bianco", "chiaro", "benedetto".
L'uso di questo è attestato, nell'antica forma latinizzata Vinda, già in un'iscrizione tombale in Cumbria di epoca romana. Viene usato anche come forma abbreviata di vari altri nomi che cominciano per Gwen-, come ad esempio Gwendolen e Gwenllian.

## Onomastico
L'onomastico si può festeggiare in memoria di diverse sante che portarono questo nome (o le sue varianti), alle date seguenti:
- 1º giugno, santa Gwen (o Candida, o White), martirizzata da pagani danesi nel Dorset, eponima di Whitechurch Canonicorum[4]
- 5 luglio, santa Gwen Teirbron, evangelizzatrice della Bretagna[4]
- 18 ottobre, santa Wenna, figlia di re Brychan, evangelizzatrice del Cerniw, martirizzata dai Sassoni presso Talgarth[4]
- 18 ottobre, santa Wenna, regina del Cerniw, zia di san David del Galles[4]

## Persone

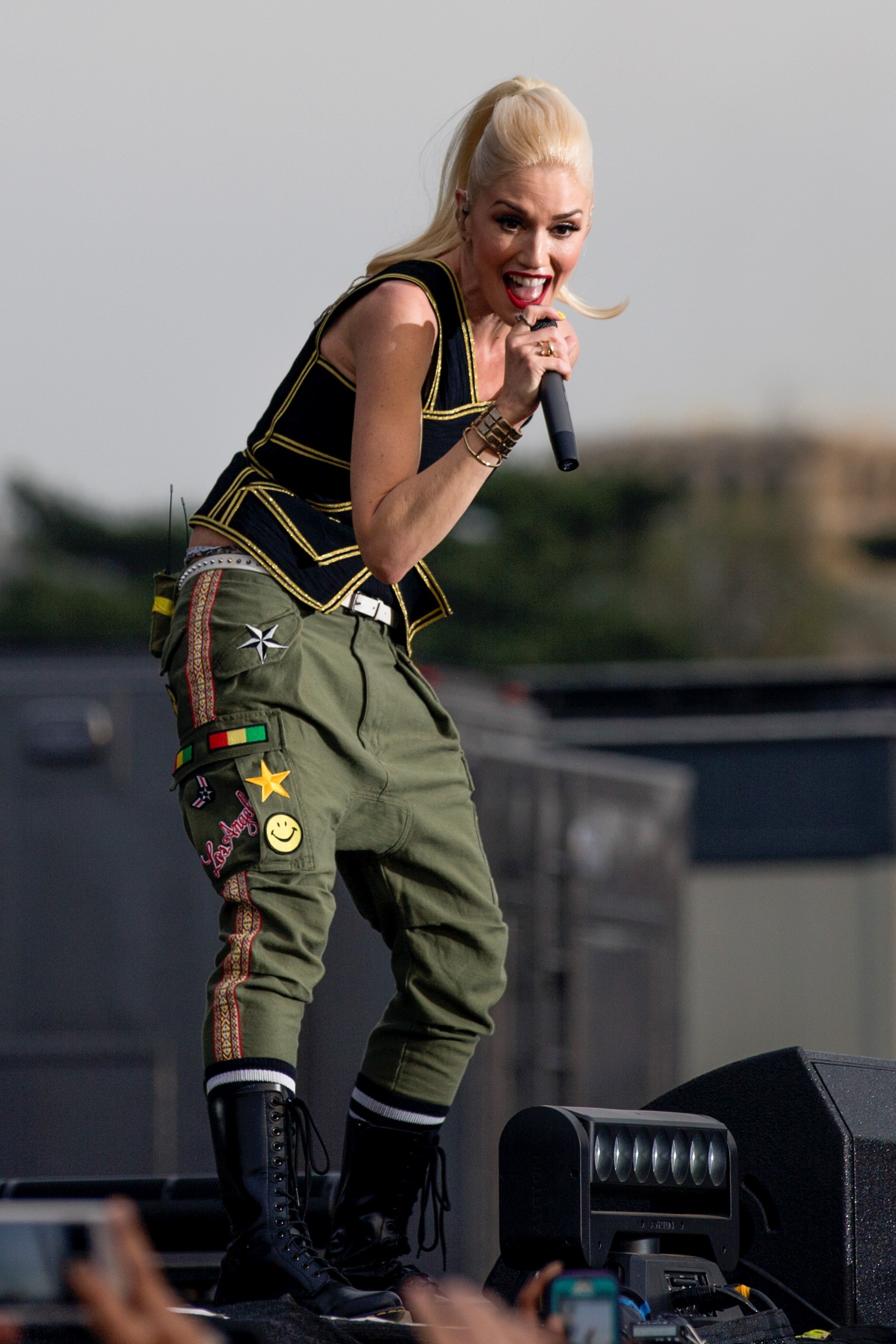
Gwen Stefani

- Gwen Araujo, ragazza statunitense vittima di un caso di omicidio
- Gwen Bristow, attrice, sceneggiatrice e giornalista statunitense
- Gwen Crellin, commissario di pista britannica
- Gwen Ffrangcon Davies, attrice inglese
- Gwen John, pittrice gallese
- Gwen Lee, attrice statunitense
- Gwen Moore, politica statunitense
- Gwen Stefani, cantautrice e stilista statunitense
- Gwen Sterry, tennista britannica
- Gwen Torrence, velocista statunitense
- Gwen Watford, attrice britannica

## Il nome nelle arti
- Gwen è un personaggio della serie animata A tutto reality.
- Gwen Cooper è un personaggio della serie televisiva Torchwood.
- Gwen Raiden è un personaggio della serie televisiva Angel.
- Gwen Stacy è un personaggio dei fumetti Marvel Comics.
- Gwen Tennyson è un personaggio della serie animata Ben 10.